# Dagasuchus
Dagasuchus is een geslacht van uitgestorven pseudosuchide Archosauria uit het Laat-Trias (vroege Carnien) van Rio Grande do Sul, Brazilië, vertegenwoordigd door de typesoort Dagasuchus santacruzensis. Deze werd in 2015 benoemd op basis van een gedeeltelijk bekken (een linkerdarmbeen en een paar zitbeenderen), holotype UFRGS-PV-1244-T, UFRGS-PV-1245-T, eind jaren negentig door Schultz gevonden in de Santuario Schoenstatt in een afzetting van de Santa Maria-formatie in het Paraná-bekken, nabij de stad Santa Cruz do Sul.
De geslachtsnaam is afgeleid van daga, waarmee de plaatselijke gauchos een dolk aanduiden. Dit verwijst naar de kromming van het darmbeen.
Dagasuchus is een middelgrote loricaat. Het rechterzitbeen is 191 millimeter lang. Autapomorfieën, unieke afgeleide kenmerken, werden niet aangegeven maar wel een unieke combinatie van op zich niet unieke eigenschappen. Het darmbeen heeft een gladde boventand en onderrand. Het darmbeen heeft contactfacetten voor twee sacrale wervels. Het zitbeen is plaatvormig met een gladde voorste bovenste zone en een doorlopende onderste voorrand zonder zichtbare inkeping.
Dagasuchus is een vroeg lid van de grote evolutionaire groep Loricata, die zijn oorsprong vindt in het Trias en de moderne krokodillen en hun voorouders omvat. Kenmerken van zijn bekken lijken sterk op die van andere vroege Loricata zoals Stagonosuchus en Saurosuchus. Dagasuchus is opmerkelijk omdat het de eerste loricaat is die is gevonden in de Santacruzodon-assemblagezone van de Santa Maria-formatie; voorheen waren Loricata alleen bekend uit de oudere Dinodontosaurus-assemblagezone en de jongere Hyperodapedon-assemblagezone binnen de Santa Maria-formatie, wat betekent dat Dagasuchus een gat opvult in het fossielenbestand van de groep.